# Мюллер, Роми
Роми Мюллер (нем. Romy Müller; девичья фамилия Шнайдер, нем. Schneider; род. 26 июля 1958, Люббенау, Бранденбург) — немецкая (ГДР) легкоатлетка (спринт), победительница розыгрышей Кубка Европы, призёр розыгрышей Кубка мира, чемпионка летних Олимпийских игр 1980 года в Москве, рекордсменка мира.

## Карьера
Победительница розыгрышей Кубка Европы 1977 и 1979 годов. Серебряный призёр розыгрышей Кубка мира 1977 и 1979 годов.
На Олимпиаде в Москве Мюллер выступала в беге на 100, 200 метров и эстафете 4×100 метров. В первой дисциплине она заняла пятое место, во второй — четвёртое. В эстафете сборная ГДР в составе Мюллер, Бербель Вёккель, Ингрид Ауэрсвальд и Марлис Гёр завоевала олимпийское золото, установив при этом мировой рекорд (41,60 с).